# Francia en el Festival de la Canción de Eurovisión Junior
Francia fue uno de los países que debutó en el II Festival de Eurovisión Junior en 2004.
Francia ha sido un país de debutar y al  retirarse. Debutó en 2005  con la canción Si en voulait bien, quedando en 6.º lugar. Pese al buen resultado Francia decidió no participar a partir de 2005, porque no había motivación para participar y porque según ellos "Demasiado Eurovisión mata a Eurovisión".
 Sin embargo, el país anunció sorpresivamente su retorno para la edición de 2018.
Tras participar únicamente en la segunda edición del festival junior (2004), Francia anunciaba el 13 de mayo de 2018 que estarían presentes en la edición del mismo año, regresando al festival trece años después de su primera y última participación.
En la edición de 2020 Francia consiguió su primera victoria en el certamen, y en las ediciones de 2022 y 2023 lograron su segundo y tercer triunfo respectivamente.
Su puntuación media hasta 2024 es de 180,63 puntos.

## Participaciones
| 2004                           | Lillehammer | Thomas Pontier | «Si on voulait bien» | 6 | 78  |
| No participó entre 2005 y 2017 |             |                |                      |   |     |
| 2018                           | Minsk       | Angélina       | «Jamais Sans Toi»    | 2 | 203 |
| 2019                           | Gliwice     | Carla          | «Bim Bam Toi»        | 5 | 169 |
| 2020                           | Varsovia    | Valentina      | «J'Imagine»          | 1 | 200 |
| 2021                           | París       | Enzo           | «Tic Tac»            | 3 | 187 |
| 2022                           | Ereván      | Lissandro      | «Oh Maman!»          | 1 | 203 |
| 2023                           | Niza        | Zoé Clauzure   | «Cœur»               | 1 | 228 |
| 2024                           | Madrid      | Titouan        | «Comme ci comme ça»  | 4 | 177 |
| 2025                           | Tiflis      | -              | -                    | - | -   |

## Festivales organizados en Francia
| Edición                                          | Ciudad sede | Localización      | Presentandores                                |
| ------------------------------------------------ | ----------- | ----------------- | --------------------------------------------- |
| Festival de la Canción de Eurovisión Junior 2021 | París       | La Seine Musicale | Carla Lazzari, Élodie Gossuin y Olivier Minne |
| Festival de la Canción de Eurovisión Junior 2023 | Niza        | Palais Nikaïa     | Olivier Minne y Laury Thilleman               |

## Votaciones
Francia ha dado más puntos a...
| N.º | País                | Pts |
| --- | ------------------- | --- |
| 1   | Armenia             | 54  |
| 2   | España              | 43  |
| 3   | Georgia             | 40  |
| 4   | Italia              | 27  |
| 4   | Polonia             | 27  |
| 5   | Países Bajos        | 25  |
| 5   | Ucrania             | 25  |
| 6   | Macedonia del Norte | 22  |
| 6   | Malta               | 22  |
| 7   | Albania             | 19  |
| 8   | Irlanda             | 18  |
| 8   | Serbia              | 18  |
| 9   | Portugal            | 17  |
| 9   | Reino Unido         | 17  |
| 10  | Kazajistán          | 14  |

Francia ha recibido más puntos de...
| N.º | País                | Pts |
| --- | ------------------- | --- |
| 1   | Países Bajos        | 80  |
| 2   | Malta               | 52  |
| 3   | España              | 49  |
| 4   | Albania             | 47  |
| 5   | Georgia             | 45  |
| 5   | Irlanda             | 45  |
| 5   | Portugal            | 45  |
| 6   | Serbia              | 44  |
| 7   | Armenia             | 42  |
| 8   | Italia              | 40  |
| 9   | Macedonia del Norte | 36  |
| 10  | Alemania            | 32  |
| 10  | Bielorrusia         | 32  |
| 10  | Polonia             | 32  |

## Portavoces
| Año  | Portavoz                        | 12 Puntos    |
| ---- | ------------------------------- | ------------ |
| 2024 | Lissandro                       |              |
| 2023 | Enzo                            | España       |
| 2022 | Valentina                       | Armenia      |
| 2021 | Angélina                        | Georgia      |
| 2020 | Nathan Laface                   | Serbia       |
| 2019 | Karolina                        | Países Bajos |
| 2018 | Daniil Rotenko & Lubava Marchuk | Polonia      |
| 2004 | Gabrielle                       | España       |